# La Cinquième Dimension
Cet article concerne la série américaine. Pour le roman, voir La Cinquième Dimension. Pour la chanson, voir 5D (Fifth Dimension).
La Cinquième Dimension (The Twilight Zone ou The New Twilight Zone) est une série télévisée américaine en 35 épisodes de 45 minutes et 30 épisodes de 24 minutes diffusée du 27 septembre 1985 au 17 juillet 1987 sur le réseau CBS et du 24 septembre 1988 au 15 avril 1989 en syndication.
En France, la série a été diffusée à partir du 24 février 1986 sur La Cinq et au Québec à partir du 28 janvier 1987 sur le réseau TVA.
Elle est basée sur la série La Quatrième Dimension créée par Rod Serling.

## Synopsis
Cette série est une anthologie d'histoires fantastiques, étranges, énigmatiques dont le but était, comme le disait son créateur Rod Serling, « de frapper le téléspectateur, de le choquer par la chute toujours inattendue, surprenante et singulière de chacune de ces histoires. »

## Distribution
De nombreux acteurs ont figuré au casting de la série, parmi lesquels : 
Avec 2 épisodes
- Richard Mulligan, William Atherton, Roberts Blossom, Ellen Albertini Dow, Martin Balsam, Danica McKellar, Michael Alldredge, Jeffrey Tambor, Jenny Agutter, Andrew Robinson, Tim Russ…

Avec 1 épisode
- Bruce Willis, Helen Mirren, Piper Laurie, Adrienne Barbeau, Eric Bogosian, Robert Klein, Tom Skerritt, Victor Garber, William Petersen, Robert Carradine, Peter Coyote, Cliff De Young, Robert Knepper, Peter Scolari, William Sanderson, Esai Morales, Janet Leigh, Dean Stockwell, Martin Landau, Stephen McHattie, Gary Cole, Giovanni Ribisi, Frances McDormand, Xander Berkeley, John Carradine, Barclay Hope, Robert Downey Sr., Kenneth Welsh, Mark-Paul Gosselaar, Joe Mantegna, Joan Allen, John Glover, Morgan Freeman, Judith Barsi, Scott Wilson, Glynn Turman, Elliott Gould, Brad Davis, Julia Migenes, Jeffrey DeMunn, Terry O'Quinn…

Deux narrateurs se sont succédé : 
- Charles Aidman (30 épisodes, 1985-1987)
- Robin Ward (30 épisodes, 1988-1989)

Version française
- Société de doublage : SIMO[1]
- Direction artistique : Roger Rudel[2]

## Production

### Développement
Plusieurs réalisateurs, de nos jours connus, ont participé à la série, parmi lesquels : Wes Craven, Robert Downey Sr., William Friedkin, Joe Dante et John Milius.

### Fiche technique
Sauf indication contraire, les informations mentionnées dans cette section peuvent être confirmées par la base de données cinématographiques IMDb,  présente dans la section « Liens externes ».
- Titre original : The Twilight Zone (ou The New Twilight Zone)
- Titre français : La Cinquième Dimension
- Création : Rod Serling
- Réalisation : Paul Lynch, Peter Medak, Wes Craven, John D. Hancock, Ryszard Bugajski, Gus Trikonis, Randy Bradshaw, etc.
- Scénario : Rod Serling, J. Michael Straczynski, Rockne S. O'Bannon, Paul Chitlik, Jeremy Bertrand Finch, Alan Brennert et George R. R. Martin, etc.
- Direction artistique : David Moe, Ward Preston, John B. Mansbridge, Joseph M. Altadonna et Frederick P. Hope
- Décors : Susan Longmire, John B. Mansbridge, Ward Preston et Jeffrey L. Goldstein (supervision) ; Christine MacLean, Robert L. Zilliox, Rochelle Moser, Steven Potter et Charles Pierce
- Costumes : Trysha Bakker et Robert M. Moore
- Photographie : Bradford May, Andreas Poulsson, Chuck Arnold, Frank Beascoechea, Robert Fresco, etc.
- Montage : Greg Wong (20 épisodes), Tom Pryor (19 épisodes), Noel Rogers (17 épisodes), Gary Blair (12 épisodes), Ralph Brunjes (11 épisodes), Sally Paterson (10 épisodes), etc.
- Casting : Penny Ellers, Joyce Robinson et Gary M. Zuckerbrod
- Musique : Merl Saunders (supervision musicale : 65 épisodes, 1985-1989) + (conception musicale : 19 épisodes, 1985-1987), Louis Natale (10 épisodes), Grateful Dead (9 épisodes), John Welsman (7 épisodes), Robert Folk (5 épisodes), Robert Drasnin (4 épisodes), Craig Safan (4 épisodes), Dennis McCarthy small>(4 épisodes), etc.
  - Composition : Marius Constant (thème original : 65 épisodes, 1985-1989) ; Grateful Dead et Merl Saunders (nouveau thème du titre : 65 épisodes, 1985-1989)
- Production : Harvey Frand, Seaton McLean
  - Supervision : James Crocker, Anthony Lawrence et Nancy Lawrence
  - Associée : David Moe, Ken Swor, Howard Brock, Hali Paul, James Heinz et Mark Michaels
  - Exécutive : Philip DeGuere Jr., Michael MacMillan, Paul L. Tucker, Mark Shelmerdine et David P. Berman
- Sociétés de production : Atlantis Films, CBS, London Film Productions, MGM Television, Persistence of Vision Films (I)
- Sociétés de distribution : 
  - États-Unis : (télévision) CBS (1985-1987), Syndication (1988-1989), CBS Media Ventures (mondial)
  - France : La Cinq
- Pays de production :  États-Unis,  Royaume-Uni,  Canada
- Langue originale : anglais
- Format : couleur - 35mm - 4:3 - son stéréo
- Genre : fantastique, science-fiction, thriller
- Nombre de saisons : 3
- Nombre d'épisodes : 65 (110 histoires)
- Durée : 45 minutes (35 épisodes, saisons 1 et 2) / 22 minutes (30 épisodes, saisons 2 et 3)

## Épisodes
La série est composée de trois saisons de 65 épisodes comprenant 110 histoires, ceux-ci découpés en 2 ou 3 parties avec des histoires différentes. La première est constituée de 24 épisodes (soit 59 histoires), la deuxième, de 11 épisodes (soit 21 histoires) et la troisième, de 30 épisodes (avec 30 histoires, cette saison étant passée au format de 22 minutes).

## Commentaires

### Acquisition des droits de diffusion
En 1985, TF1 s'intéresse à cette nouvelle série alors qu'elle n'a pas encore été diffusée par CBS. Cependant, aucun des responsables des achats de TF1 ne considère sérieusement qu'une jeune chaîne privée encore inexistante, puisse entrer en concurrence avec eux. C'est ainsi que la première chaîne rate cette acquisition au profit de La Cinq. Pour fêter l'évènement, Philip Deguere, le producteur exécutif de La Cinquième Dimension souhaite bonne chance à La Cinq, dans un message diffusé lors de Voilà La Cinq, la soirée inaugurale de la chaîne.

### Origine du titre français
L'expression, « la cinquième dimension », est utilisée par l'U.S. Air Force pour désigner l'instant précis où un avion est incapable de voir la ligne d'horizon alors qu'il est en phase d'atterrissage. Finalement, la série diffusée par La Cinq en 1986, a choisi le titre La Cinquième Dimension, titre plus proche de ce que signifie vraiment The Twilight Zone.

### Référence
Le titre français fait clairement référence à la cinquième chaîne, mais il est aussi une traduction plus fidèle à l'original. Dans l'accroche de 1959, The Twilight Zone (La Quatrième Dimension) est qualifiée de « fifth dimension » (littéralement « cinquième dimension »). En effet, selon la théorie de la relativité développée par Einstein, la quatrième dimension ne désigne que le temps. Or, la « Zone Crépusculaire » recouvre un concept plus vaste que le temps lui-même.

## Sorties DVD
Les trois saisons sont sorties en France chez Universal sous le titre La Quatrième Dimension - les épisodes couleurs en 3 coffrets de 4 DVD, qualité VHS image non remastérisée avec VF / VO + bonus :
- La Quatrième dimension - Volume 1 (saison 1, épisodes 1 à 16 - 16 épisodes avec 41 histoires) sortie le 26 juin 2007 ;
- La Quatrième dimension - Volume 2 (saison 1, épisodes 17 à 24 + saison 2, épisodes 1 à 16 - 24 épisodes avec 35 histoires) sortie le 22 janvier 2008 ;
- La Quatrième dimension - Volume 3 (saison 2, épisodes 17 à 21 + saison 3, épisodes 1 à 30 - 33 épisodes avec 34 histoires) sortie le 4 novembre 2008.